# Absalon
Absalon (říjen 1128, Fjenneslev poblíž Sorø – 21. března 1201, Sorø) byl dánský státník, vojevůdce a církevní hodnostář.

## Životopis
Byl biskupem v Roskilde a arcibiskupem v Lundu. Patřil k vlivným dánským politikům své doby. V roce 1168 prosadil připojení Rujány a v roce 1184 Pomořanska k Dánsku. Je v podstatě zakladatelem Kodaně, v roce 1167 dal postavit hrad Havn, kolem kterého město později vyrostlo. Kronika Gesta Danorum, kterou napsal jeho tajemník Saxo Grammaticus, vznikla z jeho podnětu.
V roce 1193 usadil cisterciáky v Bergenu na Rujáně.